# Adolf von Bredow-Ihlow
Karl Friedrich Ernst Adolf von Bredow (* 21. April 1763 in Rathenow; † 10. Mai 1852 in Ihlow) war Stifter des Hauses Ihlow und Herr auf Wölsickendorf, Ringenwalde und Buchow-Karpzow.

## Leben

### Herkunft
Adolf von Bredow war ein Sohn des preußischen Rittmeisters und Erbherr auf Senzke, Pessin, Wölsickendorf und Buchow-Karpzow Friedrich Wilhelm von Bredow (1723–1805) und dessen Ehefrau Wilhelmine Louise, geborene von Rochow (1731–1799), Tochter des Friedrich Wilhelm von Rochow. Sein jüngerer Bruder war der spätere Landrat Dietrich von Bredow (1768–1836).

### Karriere
Adolf von Bredow-Ihlow war Zögling, seit 1829 Kurator der Ritterakademie Brandenburg und auch Senior des Domstifts Brandenburg. 1806 wurde das Fideikommiss Ihlow gestiftet. Ab 1818 war für 10 Jahre das Gut Ihlow verpachtet. Von 1826 bis 1845 war das Gut Ringenwalde verpachtet.

### Familie
Am 11. Oktober 1792 heiratete er in Prötzel Wilhelmine Gräfin von Blumenthal (1774–1812). Das Paar hatte einen Sohn und vier Töchter. Erben auf Ihlow wurden später Albert von Bredow (1799–1876), Domdechant zu Dom Brandenburg, Ritterschaftsrat und Leutnant a. D., verheiratet mit Hermine von Bredow-Senzke. Ihnen folgte der Sohn und Johanniterritter Adolf von Bredow-Ihlow (1827–1885).